# Grand Larousse encyclopédique
Der Grand Larousse encyclopédique (Kürzel: GLE) ist ein enzyklopädisches Nachschlagewerk (vergleichbar dem Großen Brockhaus) und gleichzeitig ein Wörterbuch der französischen Sprache. Er erschien von 1960 bis 1964 in 10 Bänden im Verlag Larousse.

## Geschichte
Als der Larousse du XXe siècle in sechs Bänden (1927–1933) nach dem Zweiten Weltkrieg nicht mehr zeitgemäß war, erschien in den Anfängen der Fünften Französischen Republik als Nachfolgewerk der Grand Larousse encyclopédique in 10 Bänden mit 10 240 Seiten, dem 1968 und 1975 Supplementbände beigefügt wurden. Dieses Werk wurde 1980 außer-kommerziell als „édition familiale“ auch in 24 Bänden gebunden und ab 1982 durch den Grand Dictionnaire encyclopédique Larousse ersetzt. Nach Einstellung der Veröffentlichung von zehn- und mehrbändigen Papierlexika gegen Ende des 20. Jahrhunderts wurde der Titel Grand Larousse encyclopédique auch für kleinere Lexika verwandt, so 2007 für den Le grand Larousse encyclopédique. Dictionnaire encyclopédique en 2 volumes. 2 Bde. 2763 Seiten.

## Gliederung
- 1. A – Bau
- 2. Bauf – Cher
- 3. Ches – Desè
- 4. Desf – Filao
- 5. Filar – Hydra
- 6. Hydre – Malh
- 7. Mali – Orly
- 8. Orm – Rals
- 9. Ram – Stre
- 10. Stria – Zyth
- Supplementband. 1968. 918 Seiten.
- Supplementband. 1975. Rund 1000 Seiten (ohne Seitenzählung)